# Потужність
Поту́жність (N, P, W) — робота, що виконана за одиницю часу, або енергія, передана за одиницю часу:
{\displaystyle N={\frac {A}{t}}},
де N — потужність, А — виконана робота, t — проміжок часу, за який ця робота виконана.
У системі CI потужність вимірюється у Ватах. Іншою одиницею вимірювання, яка ще й досі широко використовується, є кінська сила (1 к.с. = 735,5 Вт).
Потужність є важливою характеристикою двигунів.

## Потужність в механіці
Якщо на рухоме тіло діє сила, то ця сила здійснює роботу. Потужність в цьому випадку рівна скалярному добутку вектора сили на вектор швидкості, з якою рухається тіло:
{\displaystyle N=\mathbf {F} \cdot \mathbf {v} =F\cdot v\cdot \cos \alpha },
де F — сила, v — швидкість, {\displaystyle \alpha } — кут між вектором швидкості і сили.
Окремий випадок потужності при обертальному русі:
{\displaystyle N=\mathbf {M} \cdot \mathbf {\omega } ={\frac {\mathbf {\pi } \cdot \mathbf {M} \cdot \mathbf {n} }{30}}},
де M — момент, {\displaystyle \mathbf {\omega } } — кутова швидкість, {\displaystyle ~\pi =3,14159265358979323\dots } — число пі, n — частота обертання (число обертів за хвилину, об/хв).

## Електрична потужність
Електри́чна потужність (потужність електричного струму) — фізична величина, що характеризує швидкість передавання або перетворення електричної енергії.
Миттєве значення електричної потужності {\displaystyle P(t)} для ділянки електричного кола:
{\displaystyle P(t)=I(t)\cdot U(t)\,}
де {\displaystyle I(t)} — миттєве значення електричного струму на ділянці кола;
{\displaystyle U(t)} — миттєве значення напруги на цій же ділянці.
Для умови постійного значення сили струму і напруги потужність можна обчислити за формулою:
{\displaystyle P=I\cdot U.}
При вивченні електричних мереж змінного струму, окрім миттєвого значення потужності, що відповідає загальнофізичному визначенню, уводяться також поняття:
- активної потужності, що дорівнює середньому за період значенню миттєвої активної потужності:

{\displaystyle p(t)={1 \over 2}\cdot U_{m}\cdot I_{m}\cdot \cos \varphi -{1 \over 2}\cdot U_{m}\cdot I_{m}\cdot \cos \varphi \cos(2\omega t).}
- реактивної потужності, що відповідає енергії, яка циркулює без дисипації від джерела до споживача і назад, миттєва реактивна потужність:

при {\displaystyle \varphi >0{:}}
{\displaystyle q(t)={\frac {1}{2}}\cdot U_{m}\cdot I_{m}\cdot \sin \varphi \cdot \cos {\Bigl (}2\omega t+{\frac {\pi }{2}}{\Bigr )},}
при {\displaystyle \varphi <0{:}}
{\displaystyle q(t)={\frac {1}{2}}\cdot U_{m}\cdot I_{m}\cdot \sin \varphi \cdot \cos {\Bigl (}2\omega t-{\frac {\pi }{2}}{\Bigr )}.}
- повної потужності, що обчислюється як добуток діючих значень струму у напруги без врахування зсуву фаз, миттєве значення повної потужності:

{\displaystyle s(t)={1 \over 2}\cdot U_{m}\cdot I_{m}\cdot \cos \varphi -{1 \over 2}\cdot U_{m}\cdot I_{m}\cdot cos{\Bigl (}2\omega t-\varphi {\Bigr )},}
де {\displaystyle I_{m}} — амплітуда струму;
{\displaystyle U_{m}} — амплітуда напруги;
{\displaystyle \varphi } — різниця між початковим фазовим кутом напруги {\displaystyle \psi _{u}} і початковим фазовим кутом сили струму {\displaystyle \psi _{i}} — {\displaystyle (\varphi =\psi _{u}-\psi _{i}){;}}
{\displaystyle \omega } — кутова частота;
{\displaystyle t} — час.

## Корисна потужність
Корисна потужність (англ. useful power; нім. Wirkleistung f) — потужність, що віддається пристроєм у певній формі та з певною метою. ДСТУ 2815-94.

## Потужність насоса
Потужність (англ. pump horsepower, pump power, нім. Pumpenleistung f) — енергія, яка підводиться до насоса від двигуна за одиницю часу.